# Baaora borealis
Baaora borealis är en insektsart som beskrevs av Irena Dworakowska 1981. Baaora borealis ingår i släktet Baaora och familjen dvärgstritar. Inga underarter finns listade i Catalogue of Life.